# Slieve Fyagh Bog SAC
Slieve Fyagh Bog SAC este o arie protejată (arie specială de conservare — SAC, sit de importanță comunitară — SCI) din Irlanda întinsă pe o suprafață de 2.409,65 ha, integral pe uscat.

## Localizare
Centrul sitului Slieve Fyagh Bog SAC este situat la coordonatele 54°12′25″N 9°40′22″W / 54.206854°N 9.672905°V.

## Înființare
Situl Slieve Fyagh Bog SAC a fost declarat sit de importanță comunitară în decembrie 1997 pentru a proteja un număr necunoscut de specii din flora spontană și fauna sălbatică aflate în arealul zonei. Situl a fost protejat și ca arie specială de conservare în martie 2020.

## Biodiversitate
Situată în ecoregiunea atlantică, aria protejată conține 1 habitat natural: Turbării de acoperire (* exclusiv pentru turbării active).
La baza desemnării sitului se află un număr nedeclarat de specii protejate.
Pe lângă speciile protejate, pe teritoriul sitului au mai fost identificate 1 specie de plante.